# Strabala rufa
Strabala rufa är en skalbaggsart som först beskrevs av Johann Karl Wilhelm Illiger 1807.  Strabala rufa ingår i släktet Strabala och familjen bladbaggar.

## Underarter
Arten delas in i följande underarter:
- S. r. rufa
- S. r. floridana